# 羽子板
羽子板是日本傳統中長方形有花樣的木板，類似現今的羽毛球拍。分為比賽用板羽球的羽子板和裝飾藝術用的羽子板。
當初只作為拍羽根突的工具，後來人們認為它可以慢慢祓除不祥而成為正月女性的避邪習俗。進入江戶時代的時候，「押繪羽子板」開始流行，仿照了歌舞伎演員的造型，現代被指定為東京的傳統工藝品，現在也有仿照現代名人樣貌的作品。